# Robert Francis Brydges Naylor
Robert Francis Brydges Naylor, britanski general, * 1889, † 1971.